# گورستان باستانی بهرام‌وندی
قبرستان باستانی بهرام وندی مربوط به سده‌های متاخر دوران‌های تاریخی پس از اسلام است و در شهرستان گیلانغرب، بخش گواور، دهستان حیدریه(کفراور) ۱۰۰۰ متری جنوب غربی روستای بهرام وندی واقع شده و این اثر در تاریخ ۲۶ اسفند ۱۳۸۷ با شمارهٔ ثبت ۲۵۷۳۶ به‌عنوان یکی از آثار ملی ایران به ثبت رسیده است.